# Ad-Dakhla
Pour les articles homonymes, voir Dakhla.
L'oasis d’Al-Dakhla est une des sept oasis[réf. nécessaire] située dans le désert égyptien à 111 mètres d‘altitude. Elle est située à 350 km de la vallée du Nil, entre les oasis d'Al-Farafra et de Kharga. L'oasis mesure environ 80 km d'est en ouest et environ 25 km du nord au sud.
La ville compte environ 4 000 habitants, principalement bédouins. C'est une ville très pittoresque, symbole de la tradition des oasis égyptiennes.

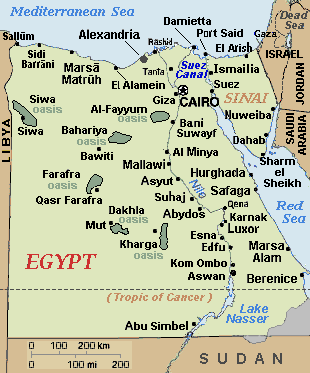
Carte des principales oasis d’Égypte.

## Histoire

### Préhistoire
L'histoire humaine de cette oasis a commencé au cours du pléistocène ; des tribus nomades y étaient installées, alors que le Sahara était plus humide, permettant d'avoir accès à des lacs et des marais. Toutefois, les spécialistes pensent que des chasseurs-cueilleurs nomades ont commencé à s'installer presque en permanence dans l'oasis de Dakhla au cours de la période de l'holocène (il y a environ 12 000 ans). Mais il y a environ 6 000 ans, l'ensemble du Sahara est devenu plus sec, avec une évolution progressive vers une hyper-aridité (moins de 50 mm de pluie par an). En fait, le climat plus sec ne veut pas dire qu'il n'y a plus d'eau dans ce qui est maintenant connu comme étant le désert occidental. Le sud du désert Libyque est le plus important approvisionnement en eau souterraine dans le monde, et les premiers habitants de l'oasis de Dakhla ont eu accès à des sources d'eau de surface.

### Antiquité et Moyen-Âge
Les premiers contacts entre le pouvoir pharaonique et l'oasis ont commencé autour de 2550 av. J.-C. Khéops (IVe dynastie) y a envoyé des expéditions. Cf. nécropole de Balat sous la VIe dynastie.
Après la conquête musulmane de l'Égypte, Al-Dakhla forme un petit État musulman gouverné par la dynastie Al-Abdun d'origine berbère et dont le territoire couvrait les autres oasis à proximité : Al-Kharga, Al-Bahariya et Al-Farafra. Ce royaume est mentionné dès le VIIIe siècle par Muhammad al-Fazari qui le nomme Amal Wah, signifiant « pays des oasis ». Une brève description par Al-Mas'ûdî au Xe siècle indique que le prince berbère y dirigeait plusieurs milliers de cavaliers. Un réseau de voie reliait les oasis entre-elles, menant d'un côté vers les villes d'Égypte et de l'autre vers Siwa et ce dans le plus vaste réseau du commerce transsaharien.

### Après 1800
Sir Archibald Edmonstone est le premier voyageur européen à trouver l'oasis de Dakhla, au cours de l'année 1819. Il a été suivi par plusieurs autres premiers voyageurs, mais ce n'est pas avant 1908 que le premier égyptologue, Herbert Winlock, a visité Dakhla et a relevé ses monuments, dont certains de manière systématique. Dans les années 1950, des études détaillées ont été réalisées par Ahmed Fakhry, et à la fin des années 1970, une expédition de l'Institut français d'archéologie orientale et du « projet de l'oasis de Dakhla », a commencé des études détaillées dans l'oasis.